# Crkva sv. Barbare u Trogiru
Crkva sv. Barbare, crkva u Trogiru, Gradska ulica, zaštićeno kulturno dobro

## Opis dobra
Vrijeme nastanka: 9. do 11. stoljeće. Crkva sv. Barbare smještena južno od glavnog gradskog trga predromanička je bazilika 9.st. Četvrtastom apsidom okrenuta je prema istoku i pokrivena je kamenim pločama. Zapadno pročelje je raščlanjeno plitkim lezenama te je dijelom pokriveno dvokatnim mostom (shod) kojeg nosi antički stup. Glavni portal s lunetom izrađen je od dijelova antičkog sarkofaga u kojeg su urezani ranokršćanski križevi dok je nadvratnik ukrašen pleternim motivima. Ispod pletera teče natpis koji govori da su crkvu sagradili prior Maius i njegov rođak Petar oko 1000. godine. Crkva je izvorno bila posvećena sv. Martinu, a kasnije je u nju prenesen kult sv. Barbare nakon što je srušena njena crkva na kopnu.

## Zaštita
Pod oznakom Z-1867 zavedena je kao nepokretno kulturno dobro - pojedinačno, pravna statusa zaštićena kulturnog dobra, klasificirano kao "sakralna graditeljska baština".